# غوستافو سيلفا كونسيساو
غوستافو سيلفا كونسيساو (بالبرتغالية: Gustavo Silva Conceição‏) (20 فبراير 1986 في البرازيل - ) هو لاعب كرة قدم برازيلي في مركز الدفاع. لعب مع أتلتيكو غويانيينسي وأورلاندو سيتي ونادي سيارا ونادي فلامنغو ونادي موهون باغان ونادي سي آر بي وDuque de Caxias Futebol Clube ‏ ونادي فيلا نوفا وAssociação Cultural e Desportiva Potiguar ‏ وبوافيستا سبورت ‏ وEsporte Clube Tigres do Brasil ‏ وIpatinga Futebol Clube ‏.

## وصلات خارجية
- غوستافو سيلفا كونسيساو على موقع قاعدة بيانات كرة القدم.إي يو (الإنجليزية)
- غوستافو سيلفا كونسيساو على موقع Soccerway.com (الإنجليزية)